# Atlanta (Nebraska)
Atlanta és una població dels Estats Units a l'estat de Nebraska. Segons el cens del 2000 tenia 130 habitants.

## Demografia
Segons el cens del 2000, Atlanta tenia 130 habitants, 53 habitatges, i 34 famílies. La densitat de població era de 218,2 habitants per km².
Dels 53 habitatges en un 34% hi vivien nens de menys de 18 anys, en un 56,6% hi vivien parelles casades, en un 5,7% dones solteres, i en un 35,8% no eren unitats familiars. En el 28,3% dels habitatges hi vivien persones soles el 13,2% de les quals corresponia a persones de 65 anys o més que vivien soles. El nombre mitjà de persones vivint en cada habitatge era de 2,45 i el nombre mitjà de persones que vivien en cada família era de 3.
Per edats la població es repartia de la següent manera: un 26,2% tenia menys de 18 anys, un 8,5% entre 18 i 24, un 33,1% entre 25 i 44, un 23,8% de 45 a 60 i un 8,5% 65 anys o més.
L'edat mediana era de 37 anys. Per cada 100 dones de 18 o més anys hi havia 95,9 homes.
La renda mediana per habitatge era de 32.708 $ i la renda mediana per família de 36.875 $. Els homes tenien una renda mediana de 27.500 $ mentre que les dones 14.821 $. La renda per capita de la població era de 14.469 $. Aproximadament el 12,1% de les famílies i el 9,9% de la població estaven per davall del llindar de pobresa.

## Poblacions més properes
El següent diagrama mostra les poblacions més properes.